# SNCF TGV Iris 320

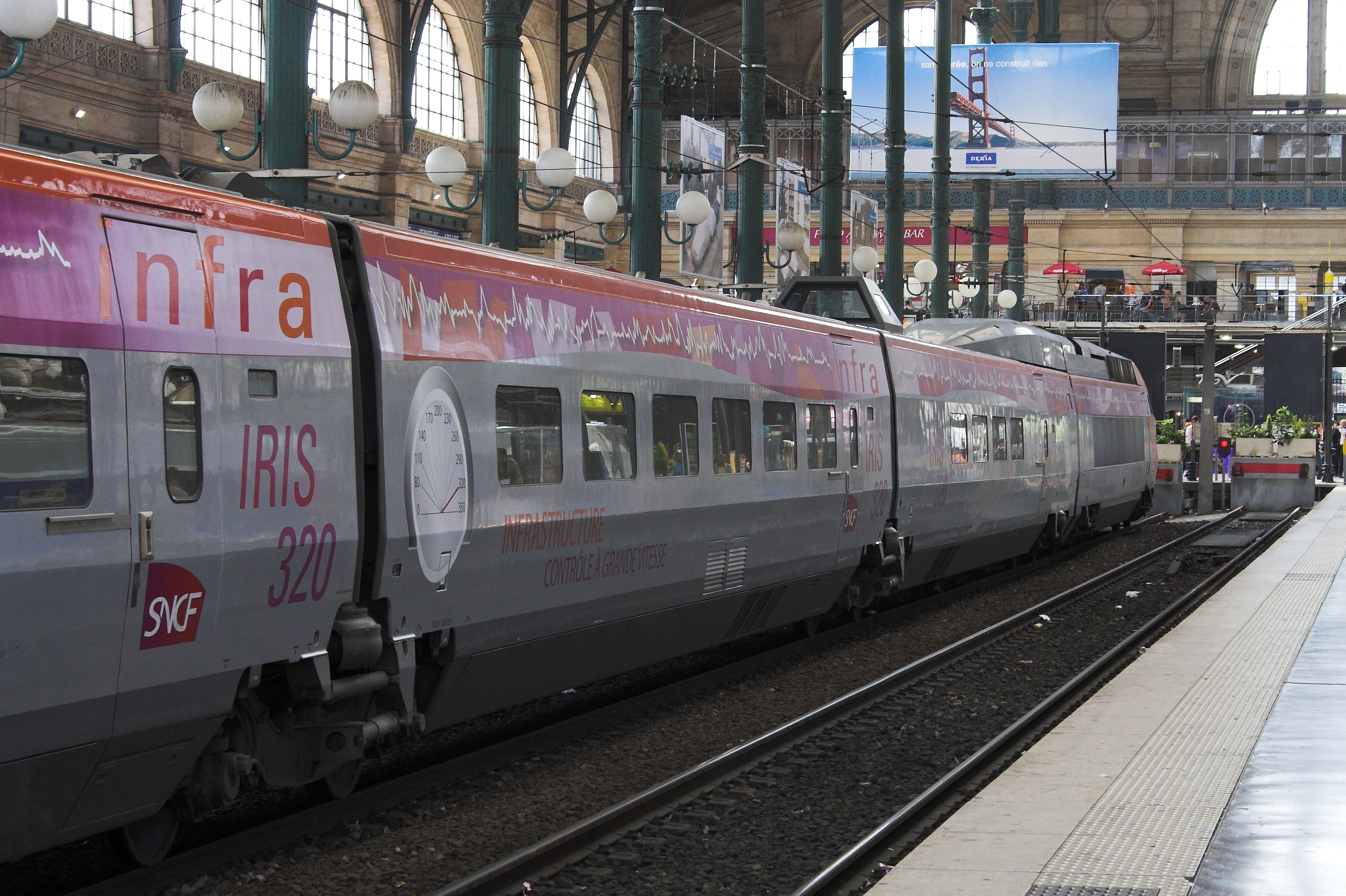
Der Zug im Pariser Gare du Nord

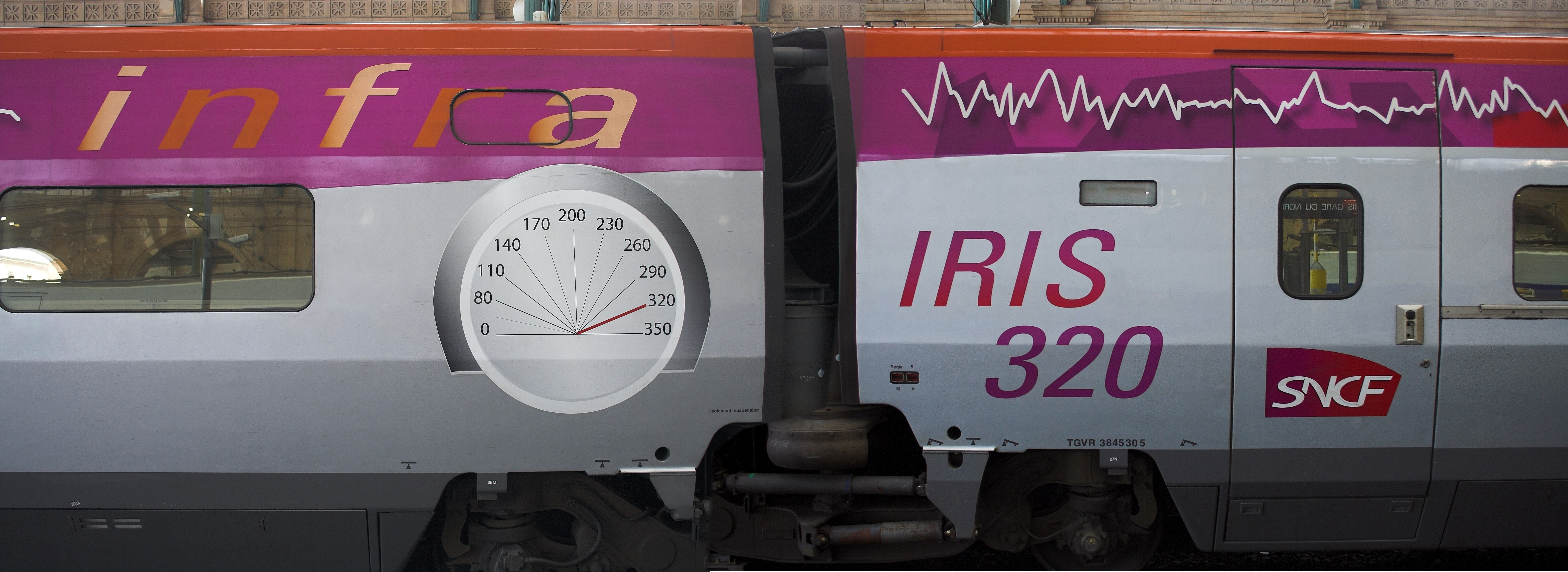
Wagenübergang mit Beschriftung

Als TGV IRIS 320 (TGV d‘Inspection Rapide des Installations de Sécurité à 320 km/h) bezeichnet die französische Staatsbahn SNCF einen als Messfahrzeug eingesetzten TGV-Triebzug. Der zehnteilige Triebzug dient insbesondere zur regelmäßigen Überprüfung der französischen Hochgeschwindigkeitsstrecken. Er verkehrt dabei mit Geschwindigkeiten von bis zu 320 km/h und trägt daher seinen Namen.

## Aufbau
Der Triebzug wird planmäßig aus zwei Triebköpfen und acht Mittelwagen des TGV Réseau gebildet.
Der erste Mittelwagen entspricht dabei dem so genannten Mélusine, einem seit 1988 verwendeten TGV-Messwagen. Im zweiten und dritten Wagen sind Steuerungssysteme untergebracht. Der vierte und fünfte Wagen nimmt eine Bar sowie Empfangsräume für Gäste auf. Die drei weiteren Wagen nehmen zehn Abteile der ersten Klasse und eine Küche auf; die Einrichtung eines Lounge-Bereiches für ein Dutzend Personen ist geplant. Im Zug ist auch eine Dusche installiert.
Rund 150 Sensoren, sowie etwa 20 Kameras, sind an dem Triebzug installiert. Das Zugteam setzt sich aus zwei Triebfahrzeugführern und sieben Ingenieuren und Technikern zusammen.

## Geschichte
Seit 1988 nutzten die SNCF für Messfahrten an den Hochgeschwindigkeitsstrecken den Mélusine, einen Messwagen, der in reguläre TGV-Züge eingereiht wurde. 2002 fiel die Entscheidung, einen Messzug für den Hochgeschwindigkeitsverkehr zu entwickeln, der ohne Beeinträchtigung des übrigen Verkehrs zu Messfahrten eingesetzt werden können sollte.
2003 wurde die TGV-Réseau-Einheit 4530 aus dem Regeldienst gestellt und erhielt im Betriebswerk Hellemmes bis 2006 die notwendigen Änderungen.

## Betrieb
Das Fahrzeug kommt, wochenweise abwechselnd, auf konventionellen und auf Hochgeschwindigkeitsstrecken zum Einsatz. Da die Höchstgeschwindigkeit des Fahrzeuges mit 320 km/h der Höchstgeschwindigkeit der französischen Schnellfahrstrecken entspricht, kann der Triebzug Messfahrten im laufenden TGV-Betrieb, ohne Verlangsamung des übrigen Verkehrs, vornehmen. Neben dem französischen kann auch das belgische Netz befahren werden.
Dabei werden unter anderem die Gleislage, die gegenseitige Beeinflussung von Gleis und Fahrzeug, die Signalsysteme, die Durchgängigkeit der Stromversorgung sowie die Druckverhältnisse bei Zugbegegnungen und in Tunnels gemessen.
Die Messeinrichtungen befinden sich an beiden Zugenden sowie in der Mitte der Triebzuges. Die Auswertung der gewonnenen Daten erfolgt auf dem Zug in Echtzeit. Störungen an der Strecke können mit einer Genauigkeit von fünf Metern lokalisiert werden.